# حکایت آقات
 

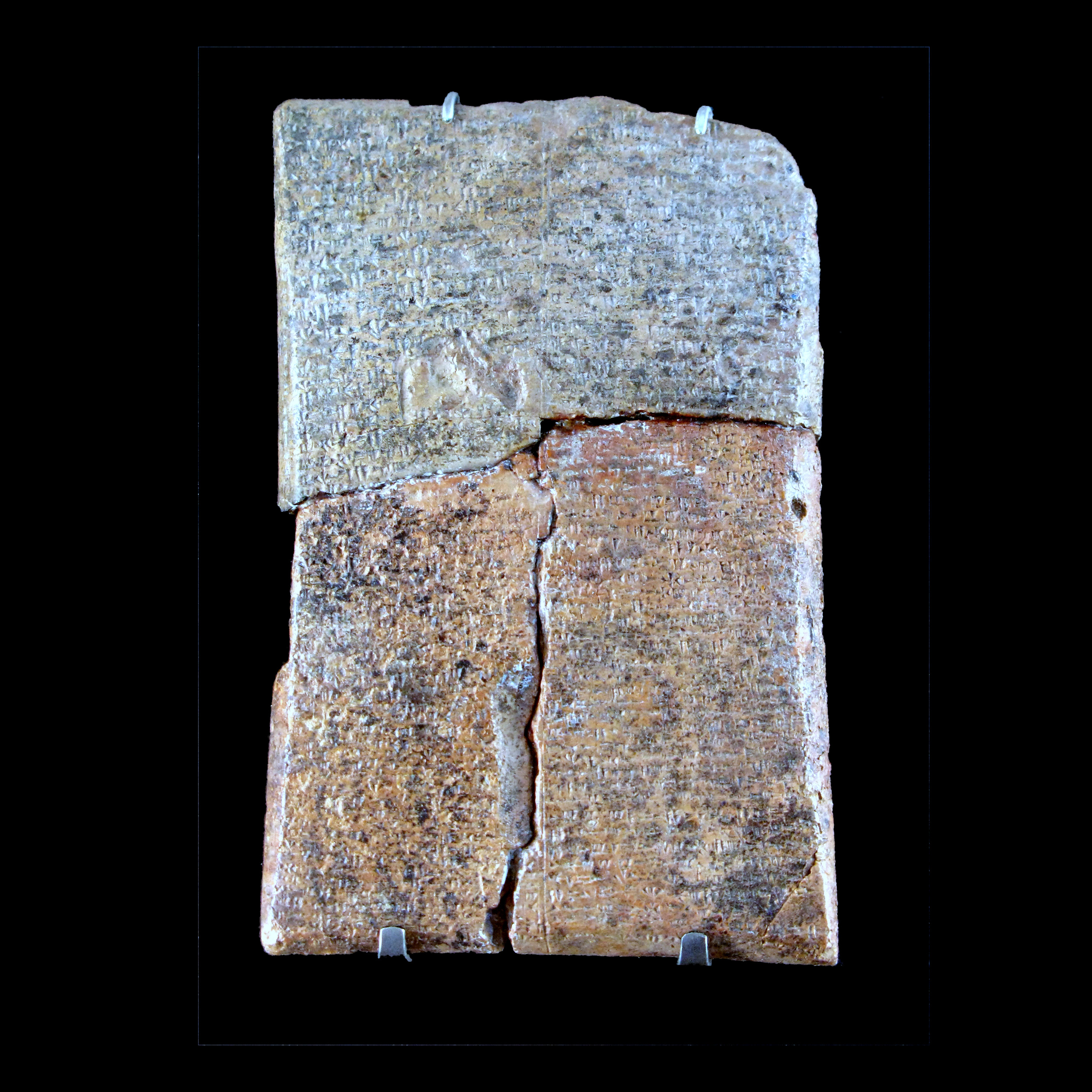
لوح حاوی داستان اقهات

داستان آقات  یا حماسه آقات  اسطوره ای کنعانی از اوگاریت  شهری باستانی در سوریه امروزی است. این یکی از سه متن طولانی است که در اوگاریت یافت شده است؛ دو متن دیگر افسانه کِرِت و چرخه بعل هستند.  قدمت آن نیز به حدود 1350 قبل از میلاد می رسد. 
داستان این اسطوره به طور کامل حفظ نشده است. به گفته دیوید رایت، 650 بیت شاعرانه از آن باقی مانده است که بخش عمده ای از محتوای آن مربوط به نمایش های آیینی یا زمینه های آنها است. 
بقایای داستان بر روی سه لوح گلی یافت شده است که ابتدا و انتهای داستان در آن از دست رفته است.  این الواح در سالهای 1930 و 1931 کشف شدند. 
داستان آقات در اوگاریت توسط کشیش اعظم ایلمیلکو، که نویسنده افسانه کرت و چرخه بعل نیز بود، ضبط شد.  سه شخصیت اصلی داستان مردی به نام دانل، پسرش آقات و دخترش پوگات هستند. 

## مراجع
1. 1 2  Pritchard & Fleming 2011, p. 134.
2. ↑  Bienkowski 2010, p. 24.
3. ↑  Fontenrose 1974, p. 138.
4. ↑  Wright 2001, p. 3.
5. ↑  Arnold & Beyer 2002, p. 82.
6. ↑  Wright 2001, p. 8.
7. ↑  Fant & Reddish 2008, p. 235.
8. ↑  de Moor 1987, p. 224.
9. ↑  Smith 2014, p. 99.

## لینک های خارجی
- حماسه آقات: افسانه سامی باستان (بریتانیکا)